# Harry Potter i el calze de foc (pel·lícula)
Harry Potter i el calze de foc (títol original en anglès: Harry Potter and the Goblet of Fire) és la quarta pel·lícula de la sèrie Harry Potter, basada en la novel·la homònima escrita per J. K. Rowling. Fou dirigida per Mike Newell i estrenada el 18 de novembre de 2005. Va ser classificada com a no recomanada per a menors de 13 anys pel fet de contenir diverses escenes de terror i violència.
La pel·lícula obtingué $892 milions de dòlars de benefici, convertint-se així en la pel·lícula amb més beneficis del 2005. És la vuitena pel·lícula amb més beneficis de tots els temps, darrere d'una altra pel·lícula de Harry Potter: Harry Potter i la pedra filosofal.
La pel·lícula va estar nominada a la millor direcció artística, i obtingué un Rècord Guinness per ser el DVD que s'ha venut més ràpid.
Aquesta pel·lícula ha estat doblada al català.

## Argument
La pel·lícula s'inicia quan Harry Potter (Daniel Radcliffe) comença a veure en els seus somnis al jardiner dels Riddle, Frank Bryce, que escolta Lord Voldemort conspirant amb Peter Pettigrew (Timothy Spall), la seva serp Nagini i un altre jove a l'habitació d'una casa. Bryce és assassinat per Voldemort en abocar-se després de veure llum provinent de la casa. Més tard, Harry i els seus amics visiten la Copa Mundial de Quidditch però el torneig és interromput per mortífags que terroritzen els espectadors.
En Hogwarts, una prestigiosa contesa anomenada Torneig dels Tres Mags es a punt de celebrar-se i hi participaran les tres escoles de màgia més famoses d'Europa: Hogwarts, Beauxbatons i Durmstrang. La nit que els representants de cada institut són triats (tots estudiants amb almenys 17 anys) pel calze de foc, una mà misteriosa provoca que Harry, amb tan sols 14 anys, sigui triat com el quart candidat. Malgrat la reticència de Minerva McGonagall (Maggie Smith), Albus Dumbledore (Michael Gambon) decideix deixar que Harry participi mentre que la situació no s'aclareixi, al suggeriment de Severus Snape (Alan Rickman). No obstant això li demana al nou professor de Defensa contra les Arts Fosques, Alastor Moody (Brendan Gleeson), que vigili al jove mentre es desenvolupa la contesa.
A excepció de Hermione (Emma Watson), ningú creu que Harry sigui innocent, ni tan sols Ron (Rupert Grint), qui té un altercat amb el seu amic i deixa de parlar-li. El seu padrí, Sirius Black (Gary Oldman) prevé a Harry que l'incident amb el calze no és casualitat i que podria estar relacionat amb Igor Karkaroff, el director de Durmstrang que va ser mortífag anys enrere, o bé amb Barty Crouch, un funcionari del Ministeri de Màgia el fill de la qual va ser enjudiciat per servir a Voldemort. Per empitjorar les coses, Harry descobreix que la primera prova del Torneig consisteix a enfrontar-se a un drac per rescatar un ou daurat. El noi decideix explicar el que sap a l'altre campió de Hogwarts, Cedric Diggory (Robert Pattinson), perquè quedi advertit. Com Harry no troba forma possible d'enfrontar-se a la bèstia, Moody ho ajuda a preparar una estratègia.

## Repartiment
| Personatge            | Actor                |
| --------------------- | -------------------- |
| Harry Potter          | Daniel Radcliffe     |
| Ron Weasley           | Rupert Grint         |
| Hermione Granger      | Emma Watson          |
| Rubeus Hagrid         | Robbie Coltrane      |
| Lord Voldemort        | Ralph Fiennes        |
| Albus Dumbledore      | Michael Gambon       |
| Alastor "Ull-foll"    | Brendan Gleeson      |
| Rita Skeeter          | Miranda Richardson   |
| Severus Snape         | Alan Rickman         |
| Minerva McGonagall    | Dame Maggie Smith    |
| Sirius Black          | Gary Oldman          |
| Cedric Diggory        | Robert Pattinson     |
| Viktor Krum           | Stanislav Ianevski   |
| Fleur Delacour        | Clémence Poésy       |
| Ernie Macmillan       | Louis Doyle          |
| Vincent Crabbe        | Jamie Waylett        |
| Gregory Goyle         | Josh Herdman         |
| Hannah Abbott         | Charlotte Skeoch     |
| Cho Chang             | Katie Leung          |
| Seamus Finnigan       | Devon Murray         |
| Cornelius Fudge       | Robert Hardy         |
| Parvati Patil         | Shefali Chowdhury    |
| Padma Patil           | Afshan Azad          |
| Ginny Weasley         | Bonnie Wright        |
| Angelina Johnson      | Tiana Benjamin       |
| Ben Babau             | Timothy Spall        |
| Draco Malfoy          | Tom Felton           |
| Lucius Malfoy         | Jason Isaacs         |
| Neville Longbottom    | Matthew Lewis        |
| Olympe Maxime         | Frances de la Tour   |
| Igor Karkaroff        | Predrag Bjelac       |
| Filius Flitwick       | Warwick Davis        |
| Arthur Weasley        | Mark Williams        |
| Fred Weasley          | James Phelps         |
| George Weasley        | Oliver Phelps        |
| Barty Crouch          | Roger Lloyd-Pack     |
| Barty Crouch fill     | David Tennant        |
| Gemma Gemec           | Shirley Henderson    |
| Argus Filch           | David Bradley        |
| James Potter          | Adrian Rawlins       |
| Lily Potter Evans     | Geraldine Somerville |
| Frank Bryce           | Eric Sykes           |
| Banda "Weird Sisters" |                      |
| Cantant               | Jarvis Cocker        |
| Bateria               | Phil Selway          |
| Guitarra              | Jonny Greenwood      |
| Baix                  | Steve Mackey         |
| Guitarra rítmica      | Jason Buckle         |
| Piano                 | Steve Claydon        |